# UFC Fight Night: Rodriguez vs. Caceres
UFC Fight Night: Rodriguez vs. Caceres è stato un evento di arti marziali miste tenuto dalla Ultimate Fighting Championship svolto il 6 agosto 2016 al Vivint Smart Home Arena di Salt Lake City, Stati Uniti.

## Retroscena
Questo è stato il primo evento organizzato dalla UFC nello Utah.
Inizialmente il primo evento organizzato a Salt Lake City fu UFC Live: Jones vs. Matyushenko dell'agosto 2010. Tuttavia, l'evento venne spostato a San Diego a causa della scarsa anticipazione della vendita dei biglietti.
L'incontro di pesi piuma tra il vincitore del reality show The Ultimate Fighter: Latin America Yair Rodríguez e Alex Caceres venne scelto come main event della card.
Brad Tavares avrebbe dovuto affrontare Thales Leites ma fu costretto a rinunciare a causa di un infortunio alle costole, venendo così sostituito da Chris Camozzi.
Justin Kish doveva affrontare Maryna Moroz. Tuttavia, la Kish venne rimossa dall'incontro il 22 luglio per la frattura di un dito. Al suo posto venne inserita la nuova arrivata Danielle Taylor.

## Risultati
|                                   | Divisione                      |                                |                                |                                | Metodo                                      | Round                          | Tempo                          | Premio                         |
| Card Principale (Fox Sports 1)    | Card Principale (Fox Sports 1) | Card Principale (Fox Sports 1) | Card Principale (Fox Sports 1) | Card Principale (Fox Sports 1) | Card Principale (Fox Sports 1)              | Card Principale (Fox Sports 1) | Card Principale (Fox Sports 1) | Card Principale (Fox Sports 1) |
| --------------------------------- | ------------------------------ | ------------------------------ | ------------------------------ | ------------------------------ | ------------------------------------------- | ------------------------------ | ------------------------------ | ------------------------------ |
|                                   | Pesi Piuma                     | Yair Rodríguez                 | batte                          | Alex Caceres                   | Decisione non unanime (46-49, 48-47, 48-47) | 5                              | 5:00                           | FOTN                           |
|                                   | Pesi Piuma                     | Dennis Bermudez                | batte                          | Rony Jason                     | Decisione unanime (30-27, 30-26, 30-27)     | 3                              | 5:00                           |                                |
|                                   | Pesi Medi                      | Thales Leites                  | batte                          | Chris Camozzi                  | Sottomissione (rear-naked choke)            | 3                              | 2:58                           |                                |
|                                   | Pesi Welter                    | Santiago Ponzinibbio           | batte                          | Zak Cummings                   | Decisione unanime (29-28, 29-28, 30-27)     | 3                              | 5:00                           |                                |
|                                   | Pesi Medi                      | Trevor Smith                   | batte                          | Joe Gigliotti                  | Decisione unanime (30-26, 30-26, 30-26)     | 3                              | 5:00                           |                                |
|                                   | Pesi Paglia (F)                | Maryna Moroz                   | batte                          | Danielle Taylor                | Decisione non unanime (28-29, 29-28, 30-27) | 3                              | 5:00                           |                                |
| Card Preliminare (Fox Sports 2)   |                                |                                |                                |                                |                                             |                                |                                |                                |
|                                   | Pesi Welter                    | Court McGee                    | batte                          | Dominique Steele               | Decisione unanime (30-27, 29-28, 29-28)     | 3                              | 5:00                           |                                |
|                                   | Pesi Massimi                   | Marcin Tybura                  | batte                          | Viktor Pesta                   | KO (calcio alla testa)                      | 2                              | 0:53                           | POTN                           |
|                                   | Pesi Leggeri                   | David Teymur                   | batte                          | Jason Novelli                  | KO Tecnico (pugni)                          | 2                              | 1:25                           |                                |
|                                   | Pesi Piuma                     | Teruto Ishihara                | batte                          | Horacio Gutierrez              | KO Tecnico (pugni)                          | 1                              | 2:32                           | POTN                           |
| Card Preliminare (UFC Fight Pass) |                                |                                |                                |                                |                                             |                                |                                |                                |
|                                   | Pesi Piuma                     | Cub Swanson                    | batte                          | Tatsuya Kawajiri               | Decisione unanime (30-27, 30-27, 29-28)     | 3                              | 5:00                           |                                |
|                                   | Pesi Massimi                   | Justin Ledet                   | batte                          | Chase Sherman                  | Decisione unanime (30-27, 30-27, 30-27)     | 3                              | 5:00                           |                                |

## Premi
I lottatori premiati ricevettero un bonus di 50.000 dollari.
Legenda:
- FOTN: Fight of the Night (vengono premiati entrambi gli atleti per il miglior incontro dell'evento)
- POTN: Performance of the Night (viene premiato il vincitore per la migliore performance dell'evento)

## Incontri Annullati
|  | Divisione       |              |        |               | Motivo                     |
|  | --------------- | ------------ | ------ | ------------- | -------------------------- |
|  | Pesi Medi       | Brad Tavares | contro | Thales Leites | Tavares subì un infortunio |
|  | Pesi Paglia (F) | Justine Kish | contro | Maryna Moroz  | La Kish subì un infortunio |